# Dżudajdat Abu az-Zuhur
Dżudajdat Abu az-Zuhur – wieś w Syrii, w muhafazie Idlib. W 2004 roku liczyła 1317 mieszkańców.